# Widok Saintes-Maries
Widok Saintes-Maries (hol. Gezicht op Saintes-Maries-de-la-Mer, ang: View of Saintes-Maries) – obraz olejny (nr kat.: F 416, JH 1447) namalowany przez Vincenta van Gogha w czerwcu 1888 podczas jego pobytu w miejscowości Saintes-Maries-de-la-Mer. 

## Historia
1 czerwca van Gogh przyjechał do oddalonej 50 km od Arles miejscowości Saintes-Maries-de-la-Mer położonej w delcie Rodanu nad Morzem Śródziemnym. Artysta skorzystał z obniżonej opłaty za przejazd, ponieważ był to czas pielgrzymki. Romowie z całej Europy odbywali tu na coroczne uroczystości ku czci ich patronki, św. Sary, która według legendy była służącą Trzech Marii (stąd nazwa miasta – Święte Marie) i miała tu przybyć wraz z nimi w roku 45, aby szerzyć chrześcijaństwo.
W liście do brata Theo tak opisał miejscowość:
Nie sądzę, żeby było 100 domów w tej wiosce czy mieście. Głównym budynkiem, poza starym kościołem, antyczną fortecą są [tu] koszary. I jeszcze te domy, jak u nas na wrzosowiskach i torfowiskach w Drenthe, szczegóły zobaczysz na rysunkach. (...) Przyniosłem trzy płótna i namalowałem na nich dwa pejzaże morskie i jeden widok wioski, a następnie parę rysunków, które wyślę Ci pocztą, kiedy jutro będę wracał do Arles

## Opis

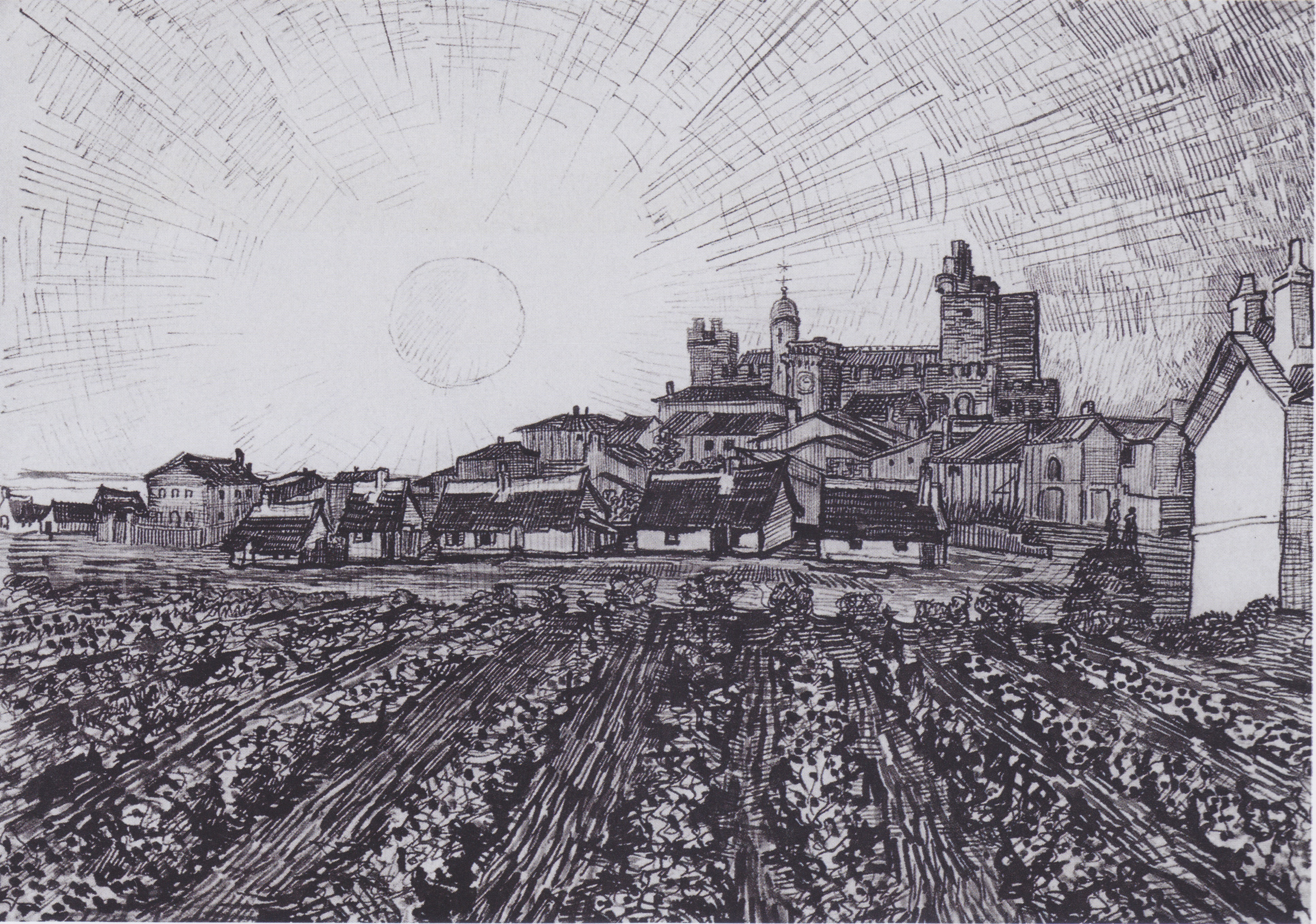
Widok Saintes-Maries, rysunek, nr kat.: F 1439, JH 1446, 43 x 60 cm, Oskar Reinhart Collection, Winterthur

Obraz dzieli się na dwie części – na pierwszym planie zielone pole z wąskimi grządkami fioletowych kwiatów, prawdopodobnie lawendy, oddalających się od widza i przyciągających jego wzrok w dal. Pomiędzy polem a miastem widoczna jest czarna postać, co wskazuje na drogę, która stanowi linię dzielącą poziomo obraz. Za niskim murem wznoszą się domy, nad którymi dominuje masywny kościół. Ponad miastem rozpościera się jasnobłękitne niebo, którego reliefowo uformowane barwy odbijają się na polu i na ścianach domów łącząc wszystko w jedną, wielowarstwową całość.